# Yannick Gerhardt
Yannick Gerhardt (Würselen, 13 de março de 1994) é um futebolista alemão que atua como zagueiro ou  meia. Atualmente, joga pelo Wolfsburg.

## Carreira
Sua estreia pelo profissional foi em 20 de julho de 2013, em um jogo da segunda divisão do campeonato alemão contra o Dynamo Dresden.
Em 27 de maio de 2016 assinou um contrato com o Wolfsburg.

## Títulos
Alemanha
- Campeonato Europeu Sub-21: 2017

### Prêmios individuais
- Prata:Medalha Fritz Walter: 2013
- Equipe do torneio do Campeonato Europeu Sub-21 de 2017[3]